# 希普瓦泰
49°56′6″N 37°24′3″E / 49.93500°N 37.40083°E
希普瓦泰（烏克蘭語：Шипувате）是位於烏克蘭東部的村莊，由哈爾科夫州庫皮揚斯克區的大布尔卢克市镇負責管轄。該村始建於1700年，面積3.53平方公里，海拔高度197米，2024年人口1,000，人口密度每平方公里381.2人。